# Picnic (film)
Picnic è un film del 1955 diretto da Joshua Logan, tratto dalla piece omonima di William Inge.
Si tratta della seconda regia cinematografica di Logan, a distanza di ben diciassette anni dal film d'esordio, Ho ritrovato il mio amore (1938).
Il film vede come attori protagonisti William Holden e Kim Novak.

## Trama
L'affascinante vagabondo Hal Carter arriva in una piccola città di provincia del Kansas, poco prima del picnic di commemorazione del Labor Day. Sta cercando Alan, un vecchio compagno di college, figlio di un imprenditore di successo, con l'intenzione di chiedergli un posto di lavoro nella grande impresa paterna.
Aiutato da Helen Potts, un'anziana e gentile signora che lo impiega con qualche lavoretto in giardino, Hal fa ben presto la conoscenza con Madge, una giovane ragazza che vive lì vicino assieme alla madre e alla sorella minore Millie. Madge è la bella del paese, corteggiata da tutti. La madre la spinge verso Alan, perché di ottima famiglia, sentendo la responsabilità di dover provvedere alle figlie e di aiutarle a costruirsi un futuro sapendo che, con la sua bellezza, Madge può puntare in alto, ma la giovane, anche uscendo regolarmente con Alan, non ne è davvero innamorata.
Il picnic lungo le rive del fiume è l'evento centrale della giornata, attorno al quale ruotano tutte le attività e tutte le relazioni del paese. Madge ci va con Alan; Hal si offre di accompagnare la giovane Millie; Rosemary, un'insegnante zitella e pretenziosa, ci va con Howard, un negoziante di mezza età. Giochi e sfide, canti e balli, attrazioni e concorsi di bellezza animano la festa.
Con la sua energia e la sua disinvoltura, Hal attira l'attenzione di tutte le donne presenti: l'adolescente Millie, la matura Rosemary, e soprattutto Madge; e scatena dinamiche impreviste, chiarimenti emotivi, corto-circuiti drammatici, come se la sua presenza magnetica facesse cadere le finzioni sociali e i giochi di ruolo e facesse emergere la vera natura delle persone. All'apice della crisi, Madge bacia Hal. Comprendendo che la ragazza è attratta da Hal, Alan si infuria con l'amico.
Al termine della festa Rosemary trova il coraggio di forzare Howard a vincere l'inerzia e a sposarla. Alan rinfaccia al padre la sua freddezza e la sua disistima per lui. Hal rivede Madge, per persuaderla ad andare con lui. Lei inizialmente rifiuta, anche se è perdutamente innamorata dell'uomo; ma poi la sorellina Millie la convince a raggiungere il suo amato. La madre prova inutilmente a trattenerla, ma Madge ha deciso di seguire il proprio cuore e parte con l'autobus, lasciando il paese e le tensioni palpabili che l'arrivo di Hal hanno fatto emergere.

## Musica
Il direttore musicale della Columbia, Morris Stoloff, realizzò un medley tra Moonglow, nota anche come Moonglow and Love, una canzone popolare del 1933 con musica di Will Hudson e Irving Mills e il brano Theme from Picnic, una canzone di successo composta da George Duning e Steve Allen. Il brano è stato usato nella famosa scena di danza tra Holden e Novak.

## Riconoscimenti
- 1956 - Premio Oscar
  - Migliore scenografia a William Flannery, Jo Mielziner e Robert Priestley
  - Miglior montaggio a Charles Nelson e William A. Lyon
  - Candidatura Miglior film a Fred Kohlmar
  - Candidatura Migliore regia a Joshua Logan
  - Candidatura Miglior attore non protagonista a Arthur O'Connell
  - Candidatura Miglior colonna sonora a George Duning
- 1956 - Golden Globe
  - Migliore regia a Joshua Logan
- 1957 - Premio BAFTA
  - Candidatura Miglior film
  - Candidatura Miglior attore straniero a William Holden
  - Candidatura Miglior attrice straniera a Kim Novak
  - Candidatura Miglior attrice debuttante a Susan Strasberg
- 1955 - National Board of Review Award
  - Migliori dieci film

Nel 2002 l'American Film Institute l'ha inserito al 59º posto della lista dei cento migliori film sentimentali del cinema statunitense.